# Ctibor Tovačovský z Cimburka
Ctibor Tovačovský z Cimburka (asi 1438 – 26. červen 1494) byl moravský šlechtic, právník a politik. V letech 1464–1469 vykonával funkci zemského sudího na Moravě, od roku 1469 až do své smrti byl moravským zemským hejtmanem a v letech 1471–1479 zároveň i nejvyšším kancléřem Království českého.

## Život
Přesné datum narození Ctibora Tovačovského z Cimburka není známo, odhaduje se, že to bylo v roce 1437 nebo 1438. Jeho otcem byl Jan Tovačovský z Cimburka, matkou Žofie z Kunštátu. První zmínka o Ctiborovi pochází z roku 1447, kdy otec jemu a jeho bratru Janovi ustanovuje za poručníka Jiřího z Poděbrad, muselo mu tedy v té době být méně než šestnáct let. Protože rod pánů z Cimburka náležel k utrakvistům, získal Ctibor vzdělání od husitských kněží, pravděpodobně z nedaleké Kroměříže, získal tak velké znalosti Bible, ale dobré znalosti latiny nedosáhl.
V roce 1452 byl Ctibor členem poselstva vyslaného na svatomartinský sjezd do Vídně, kde se jednalo o nástupu Ladislava Pohrobka na český trůn.
Ctibor Tovačovský se asi roku 1458 oženil s Eliškou rozenou z Melic, z Náměšti, z Prus. Sídlili spolu na jejím statku v Náměšti, do Tovačova se přestěhovali po smrti jeho otce v roce 1464.
Ve stejném roce začala jeho veřejná kariéra, král ho jmenoval dvorským sudím na Moravě, úřad zastával do roku 1469. Zemské právo tehdy bylo nálezové, jeho znalost se získávala sledováním pří vedených před soudem.
Ctibor byl stoupencem Jiřího z Poděbrad v bojích s katolíky a s Matyášem Korvínem. Roku 1466 vedl vojenskou výpravu do Slezska proti vzbouřené Vratislavi. Byl poražen, ale o rok později vedl spolu s knížetem Viktorínem proti vzbouřencům další, tentokrát úspěšnou, výpravu. Na sklonku roku 1466 prohlásil papež Pavel II. Jiřího z Poděbrad za zbaveného trůnu a vyhlásil proti němu křížovou výpravu, česká katolická šlechta sdružená v Jednotě zelenohorské vypověděla králi boj. Na stranu papeže proti králi se přidal i olomoucký biskup Tas z Boskovic, Ctibor jeho rozhodnutí neschvaloval a napsal mu list, ve kterém Tasovi jeho čin vyčítá. Tas se v odpovědi odvolává na povinnost poslušnosti vůči papeži, Ctibor však v dalším listě oponuje, že poslušnost králi je na prvním místě.
Roku 1468 bylo královské vojsko pod vedením Ctibora Tovačovského poraženo u Olomouce. Následujícího roku se v dubnu konal v Olomouci sněm, kde se mělo jednat o ukončení bojů, místo toho však katolíci zvolili českým králem Matyáše Korvína. Zároveň začíná Jiří z Poděbrad hledat svého nástupce na českém trůně, protože jeho synové byli z nástupnictví vyloučeni. Na sněmu v Praze byl vybrán Vladislav Jagellonský syn polského krále Kazimíra IV. Ctibor byl členem poselstva, které o nástupnictví v polské Radomi vyjednávalo.
2. července 1469 byl vojskem Matyáše Korvína zajat syn Jiřího z Poděbrad moravský hejtman kníže Viktorín. Místo něho byl hejtmanem Markrabství moravského jmenován Ctibor Tovačovský z Cimburka.
Po smrti krále Jiřího 22. března 1471 odjel znovu do Polska získat konečné rozhodnutí Kazimíra IV. Patřil k hlavním stoupencům kandidatury Jagellonců na český trůn, byl i členem poselstva, které vezlo do Polska volební kapitulaci, a doprovázel nového krále do Prahy. Odměnou za jeho služby ho Vladislav potvrdil v úřadu moravského hejtmana a jmenoval ho kancléřem Království českého. Také dostal od krále panství Kralice. V té době vlastnil též tvrz Tovačov, město stejného jména, vesnice Tovačovec, Věrovany, Ivaň, Oplocany, Výkleky a další pozemky.
Ctibor zastupoval Vladislava při jednáních o smíru s Matyášem Korvínem usilujícím o vládu v českých zemích a byl jmenován jedním z opravců, kteří měli na Moravě dohlížet na urovnání sporů mezi oběma stranami. V roce 1473 se Ctibor stal jedním ze čtyř zemských ředitelů na Moravě, zemští ředitelé měli spravovat jednotlivé země koruny, dokud se nerozhodne spor o moc mezi Vladislavem a Matyášem. Toho se ale nedařilo dosáhnout, Matyáš odmítal ustoupit ze svých požadavků, Vladislav nedokázal Matyáše porazit ani s pomocí od svého otce Kazimíra IV, boje pokračovaly. Roku 1475 byl Ctibor se souhlasem obou znesvářených stran opět zvolen moravským hejtmanem, úřad zemských ředitelů zřejmě zanikl.
Ctibor se také výrazně podílel na jednáních mezi Vladislavem Jagellonským a Matyášem Korvínem v roce 1478, která konečně vedla k uzavření míru podpisem Olomoucké smlouvy, tímto mírem připadly vedlejší země Koruny české, včetně Moravy, doživotně Matyáši Korvínovi. I za vlády Matyáše zůstal Ctibor dál moravským hejtmanem.
V zemi konečně zavládl mír, po více než deseti letech byly v roce 1480 znovu otevřeny zemské desky a mohly se konat řádné soudy. Zásluhou Ctiborovou byla toho roku do Moravských zemských desk zavedena místo latiny čeština. Za dlouhých let bojů však zmizelo povědomí o obyčejích a řádech na sněmu a při zemském soudě, proto byl Ctibor, který si je pamatoval, požádán, aby vše sepsal. Tak vznikla tzv. Kniha tovačovská nastiňující systém moravského práva a rozdělení společnosti, první díl v roce 1482, druhý v letech 1486–1490. Postaral se o narovnání s Opavským vévodstvím a s Matyášem, stejně jako dohodu mezi šlechtou a městy o vlastnictví nemovitostí a z toho plynoucích právních povinností. Zastal se členů Jednoty bratrské, když je chtěl Matyáš vypovědět ze země. Roku 1492 byl k zemskému soudu připuštěn i rytířský stav.
Ctibor byl i významným stavebníkem, provedl přestavbu tovačovské tvrze, roku 1492 byla dokončena věž nazývaná „Formosa" – Spanilá, renesanční věž s portálem je nejstarší renesanční stavbou na sever od Alp. Už dříve založil tovačovské Nové město, které představuje nejstarší renesančně pojaté urbanistické založení v českých zemích.
Ctibor umírá 26. června 1494, Eliška zemřela o čtyři roky dříve než její manžel, jejich manželství zůstalo bezdětné. Ctiborovým dědicem se tak stal jeho synovec Adam z Cimburka, jehož smrtí v roce 1502 rod pánů z Cimburka vymřel.
Ctibor Tovačovský z Cimburka je historiky vysoko hodnocen jako státník, právník, literát i budovatel. V neklidných dobách byl téměř svrchovaným vládcem na Moravě a této své moci využíval k jejímu prospěchu, jeho Kniha tovačovská bývá označována za moravskou ústavu.

## Dílo
- Ctibor Tovačovský z Cimburka je autorem tzv. Knihy tovačovské, soupisu moravského zvykového práva, její skutečný název je Paměť obyčejů, řádů, zvyklostí starodávných a řízení práva zemského v markrabství moravském.
- Také napsal alegorický spis Hádání Pravdy a Lži o kněžském zboží a panování jich obhajující utrakvismus.

### Edice
Brandl, Vincenc: Kniha Tovačovská, aneb, Pana Ctibora z Cimburka a z Tovačova Paměť obyčejů, řádů, zvyklostí starodávných a řízení práva zemského v Markrabství moravském, Brno 1868